# Sali Shijaku
Sali Shijaku (* 12. März 1933 in Tirana, Albanien; † 24. September 2022 ebenda) war ein albanischer Maler. Er war ein Vertreter des Sozialistischen Realismus.

## Leben und Werk
Sali Shijaku wurde als Sohn eines Kleinhändlers geboren. Er besuchte das Kunstlyzeum „Jordan Misja“ in Tirana, wurde unterrichtet von Abdurrahim Buza und Nexhmedin Zajmi. Von 1956 bis 1960 konnte er sich in der Sowjetunion am Staatlichen Akademischen Repin-Institut für Malerei, Bildhauerei und Architektur in Leningrad weiterbilden, unter anderem bei Boris Ioganson. Zurück in Tirana war das Gemälde „Die Helden von Vigu“ seine Diplomarbeit (1962).
Shijaku malte Gemälde im Stil des sozialistischen Realismus zu Themen aus Krieg, Geschichte, Legenden und Aktualitäten. Er verknüpfte den damaligen Zeitgeist, der von geistiger Stärke und Heldentum geprägt war, mit Porträts. Die dargestellten Protagonisten waren oft sich für die Heimat aufopfernde Helden, die ein tragisches Ende nahmen. In den 1970er Jahren fokussierte er sich auf die Darstellung einzelner Personen in monumentaler Art – sein bekanntes Werk des Freiheitskämpfers Mic Sokoli ist ein gutes Beispiel dieses Stils.
Während einiger Jahre schuf er Keramiken, auf denen Motive aus den Heldenepen der Lieder der Grenzkrieger dargestellt waren. Von 1985 bis 1988 arbeitete er mit dem Bildhauer Shaban Hadëri an der riesigen Statue von Enver Hoxha, die auf Tiranas zentralen Skanderbeg-Platz errichtet wurde. Vor dem Tod des Diktators hatte er an einer Statue einer 18-jährigen Mutter Albanien für denselben Standort gearbeitet.

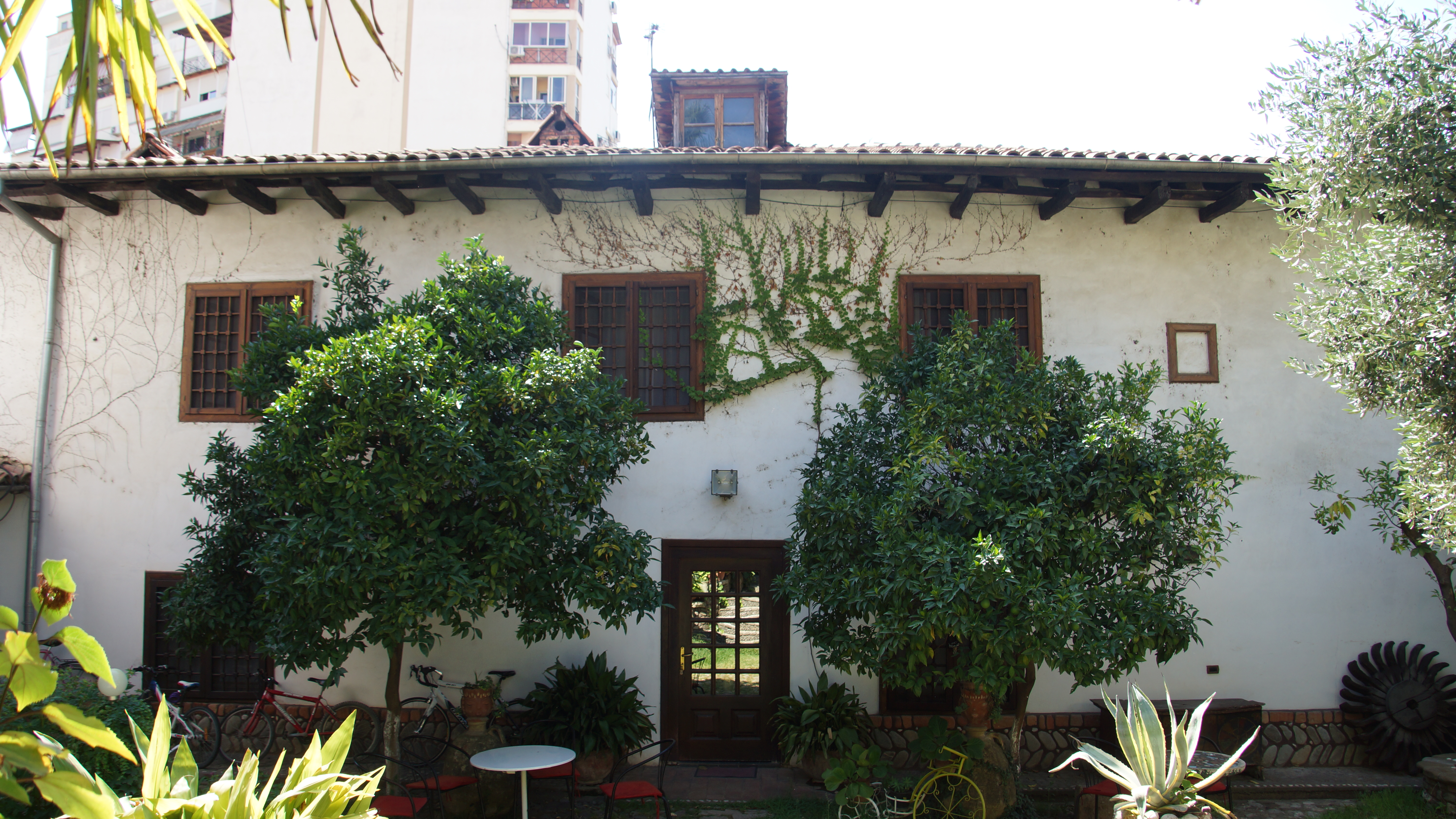
Das Haus von Sali Shijaku in Tirana

Nach dem Zusammenbruch des kommunistischen Regimes war Shijaku weiterhin als Künstler tätig mit regelmäßigen Ausstellungen. Er lebte sowohl in Tirana wie auch in Italien. Sein 300-jähriges Elternhaus in Tirana diente ihm als Wohnhaus, ist aber auch Café und kleines Museum.

## Würdigung

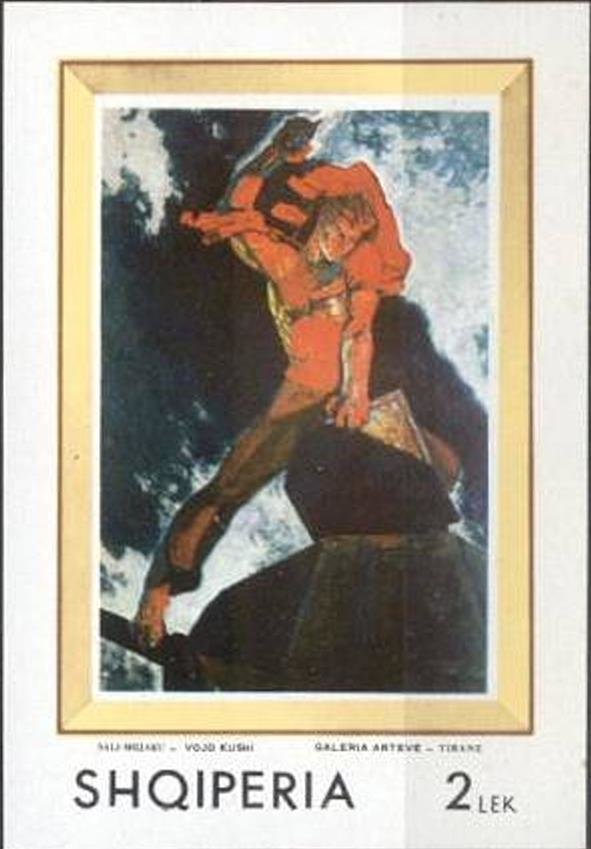
Briefmarke von 1970 mit Shijakus Werk „Partisan zerstört Panzer“

Die Albanische Post hat mehrere Briefmarken mit Werken Shijakus herausgegeben.
Shijaku galt schon zu Lebzeiten als einer der bedeutendsten Maler des Landes für die zweite Hälfte des 20. Jahrhunderts. Er war prägend für die Entwicklung der Malerei im abgeschlossenen Land im Zeitraum von 1965 bis 1980, indem er einen albanisch geprägten sozialistischen Realismus schuf, der sich von der russischen Schule losgelöst hatte.
Nach verschiedenen anderen Auszeichnungen wurde Sali Shijaku 1979 mit dem Orden Maler des Volkes geehrt. Zahlreiche seiner Werke sind in der Nationale Kunstgalerie in Tirana ausgestellt.